# Косівський ясен
Ко́сівський я́сен — ботанічна пам'ятка природи місцевого значення в Україні. Розташована на території Чортківського району Тернопільської області, в селі Косів, між конторою ВАТ «Агропромтехніка» та житловим будинком на вул. І. Франка. 
Площа — 0,02 га, статус отриманий у 1994 році.